# Microregione di Tangará da Serra
Tangará da Serra è una microregione dello Stato del Mato Grosso appartenente alla mesoregione di Sudoeste Mato-Grossense.

## Comuni
Comprende 5 comuni:
- Barra do Bugres
- Denise
- Nova Olímpia
- Porto Estrela
- Tangará da Serra